# Stornara
Stornara es una localidad y comune italiana de la provincia de Foggia, región de Apulia, con 4.972 habitantes.

## Evolución demográfica
| Gráfica de evolución demográfica de Stornara entre 1861 y 2001 |
|                                                                |
| Fuente ISTAT - elaboración gráfica de Wikipedia                |